# Orlando Amêndola
Orlando Amêndola (Rio de Janeiro, 2 novembre 1899 – Rio de Janeiro, 10 maggio 1974) è stato un nuotatore, pallanuotista e canottiere brasiliano.
È stato membro del Brasile di pallanuoto che ha partecipato ai Giochi di Anversa 1920, classificandosi al quarto posto.
È stato uno dei primi brasiliani a partecipare alle Olimpiadi. Al torneo olimpico a Helsinki, la prima volta che il Brasile partecipò ai Giochi, nuotò nei 100 metri stile libero, non raggiungendo la finale.
Era il fratello del pallanuotista olimpico Salvador Amêndola e cognato dei fratelli canottieri Carlos ed Edmundo Branco.
Nel corso della sua carriera sportiva, ha praticato anche canottaggio.